# 12676 Dianemerline
12676 Dianemerline eller 1981 DU1 är en asteroid i huvudbältet som upptäcktes den 28 februari 1981 av den amerikanska astronomen Schelte J. Bus vid Siding Spring-observatoriet. Den är uppkallad efter Diane Elizabeth Miller Merline.
Asteroiden har en diameter på ungefär 4 kilometer